# Sam Nixon
Pour les articles homonymes, voir Nixon.
Pas d'image ? Cliquez ici

a Compétitions nationales et continentales officielles uniquement.

Dernière mise à jour le 4 mars 2025.
Sam Nixon, né le 15 août 1996 à Dorchester en Angleterre, est un joueur anglais de rugby à XV évoluant au poste de pilier.

## Biographie
Sam Nixon est formé dans le club anglais de rugby des London Scottish. Il rejoint ensuite le Plymouth Albion avant d’être recruté en 2016 par le Bath Rugby.
Il signe son premier contrat professionnel avec Bath et reste pendant trois saisons avec deux prêts au Rotherham Titans puis au Leeds Tykes avant de rejoindre l'Aviron bayonnais. Il est ensuite libéré en 2021 par son club pour rejoindre les Exeter Chiefs qui le prête en 2022 au Bristol Bears.
En mai 2022, il s'engage pour deux ans avec le FC Grenoble à partir de la saison 2022-2023.

## Palmarès
- Coupe d'Angleterre :
  - Finaliste (1) : 2018 (Bath Rugby)
- Championnat de France de Pro D2 :
  - Vice-champion (1) : 2023 (FC Grenoble)
- Barrage d'accession au championnat de France :
  - Finaliste (2) : 2021 (Aviron bayonnais) et  2023 (FC Grenoble)